# Không hữu
Không hữu (zh. kōngyŏu 空有, ja. kūu) là trống không và tồn tại, hiện hữu và không hiện hữu. Hai cách để nhận thức về thực tại, được dịch sang tiếng Hán là Hữu vô (zh. 有無). Quan niệm Hữu là nhìn thấy các hiện tượng là do duyên khởi, trong khi quan niệm Vô là nhìn các hiện tượng vốn xưa nay không có tự tính (bản lai vô tự tính 本來無自性).